# Стеблин-Каменский, Егор Павлович
Егор Павлович Стеблин-Каменский (Стеблин-Каминский) (1815—1882) — Виленский губернатор, тайный советник.

## Биография
Родился в семье надворного советника, в селе Мильцы, около Полтавы. Окончил Полтавскую гимназию и Императорский Харьковский университет (1836). Преподавал в Каменец-Подольской, Винницкой и Полтавской гимназии. В 1842 году был пожалован бриллиантовым перстнем.
Затем был инспектором 1-й Киевской гимназии и директором 2-й Киевской гимназии, после чего назначен инспектором казённых учебных заведений Киевского учебного округа. Затем был направлен в Нежин, где стал третьим директором Нежинского лицея и Нежинской гимназии при нём — с 1856 по 1865 годы. С 16 января 1862 года служил в чине действительного статского советника. Как вспоминал Ясинский, Стеблин-Каминский был «гигант ростом, царствовавший, но не управлявший». Другой воспитанник лицея отмечал, что он «своей начитанностью, умом и живою, ясною и простою речью умел заинтересовать воспитанников учиться и так наталкивал на путь к самостоятельному труду».
В 1865 году перешёл в ведомство министерства внутренних дел; был правителем канцелярии Виленских генерал-губернаторов Кауфмана, графа Баранова и Потапова. Со 2 ноября 1869 года до своей смерти он занимал должность Виленского губернатора. С 1872 года — почётный мировой судья Виленского судебно-мирового округа; с 1873 года — тайный советник.

## Награды
- Орден Св. Станислава 2-й ст. (1856)
- орден Св. Анны 2-й ст. (1859; императорская корона к ордену — в 1864[4])
- орден Св. Владимира 3-й ст. (1867)
- орден Св. Станислава 1-й ст. (1868)
- орден Св. Анны 1-й ст. (1871)[1]

## Семья
Жена: Елизавета Павловна, урождённая Жандр, сестра Н. П. Жандра.
Дети:
- Егор (1855 — не ранее 1935) — сенатор, тайный советник.
- Иван (1857—1919) — юрисконсульт Морского министерства, тайный советник.
- Наталья
- Ольга (1865—?), замужем за Петром Петровичем Неклюдовым — Ковенским (1890—1902) и Лифляндским вице-губернатором (1902 −1905).